# الإجهاض في الأردن

يعد الإجهاض غير قانوني في معظم الحالات في الأردن، حيث يتم تجريمه بموجب المواد 321-325 من قانون العقوبات الأردني. ويجرم القانون المستمد من القوانين الاستعمارية الفرنسية والقوانين العثمانية، كل من يسعى إلى الإجهاض وأي فرد أو متخصص في الرعاية الصحية يساعده في إنهاء الحمل. يسمح القانون بالإجهاض لإنقاذ حياة الفرد أو الحفاظ على صحته، عام 1971 تم تقديم قانون الصحة العامة للسماح أيضا بالإجهاض لأسباب تتعلق بالصحة العقلية. 

## العقوبات
بالنسبة لأولئك الذين يقومون بالإجهاض بأنفسهم، تتراوح العقوبة بالسجن من ستة أشهر إلى ثلاث سنوات. يمكن أن تتراوح عقوبة إجراء عملية إجهاض لشخص آخر من سنة إلى ثلاث سنوات في السجن؛ ويمكن تخفيف العقوبة إذا تم إجراء الإجهاض من قبل أحد أحفادها أو أقاربها حتى الدرجة الثالثة من أجل "إنقاذ شرفها". إذا مات الشخص الذي يطلب الإجهاض، يحكم على الشخص الذي أجرى عملية الإجهاض بالأشغال الشاقة المؤقتة لمدة لا تقل عن خمس سنوات، ويحكم على من أجرى عملية إجهاض لامرأة دون موافقتها بالأشغال الشاقة لمدة تصل إلى عشر سنوات.

## قانون الصحة العامة
عام 2008 تم تقديم قانون الصحة العامة لمنع الأطباء من تقديم المشورة بشأن الإجهاض إلا عندما يكون ذلك لمنع تهديد حياة أو صحة المرأة الحامل.
عام 2021 وجدت دراسة أجريت في جامعة العلوم والتكنولوجيا الأردنية مع طلبة كلية الطب أن أغلبهم لديهم وجهة نظر محافظة تجاه الإجهاض، حيث أشار أكثر من (76.8%) إلى أنهم يعتقدون أن لكل طفل يتم الحمل به الحق في أن يولد.
ويشير المرصد الإقليمي للعنف ضد المرأة والفتيات في الشرق الأوسط إلى أن قانون الصحة العامة في الأردن يجرم الإجهاض على الرغم من قوانينه الأخرى التي تضمن الحق في الصحة الجنسية والإنجابية. تتجنب بعض النساء قوانين الإجهاض الصارمة في البلاد من خلال استخدام الخدمات عبر الإنترنت؛ فقد أفاد موقع ميدل إيست آي بأن النساء يستخدمن مقدمي خدمات حبوب الإجهاض. وقد تم الإبلاغ أيضًا عن ارتفاع معدلات الإجهاض الذاتي غير الآمن بين السوريين في مخيمات اللاجئين الأردنية.

## دعوات للإصلاح
عام 2017 دعا المكتب الأردني لمنظمة حقوق المرأة معهد الأخوات العالمي [الإنجليزية] (SIGI) الحكومة إلى تغيير قانون الإجهاض والسماح به في حالة الحمل الناتج عن الاغتصاب أو سفاح القربى.  وأفادت المنظمة بأن 49 امرأة في الأردن سُجنت بسبب الإجهاض بين عامي 2009 و2016، بحسب أرقام وزارة العدل.

### الافتاء
وقد صدرت أيضًا عدد من الفتاوى حول الإجهاض منذ عام 1993 والتي يبدو أنها تتحدى بعض قوانين الصحة العامة، بما في ذلك مرسوم صدر عام 2014 من مجلس الفقه الأردني والذي طلب تقييم كل حالة إجهاض مطلوبة نتيجة للاغتصاب أو سفاح القربى بشكل فردي 
مجلس الإفتاء التابع لوزارة الأوقاف الأردنية سابقا، فأجاز إجهاض المرأة الحامل إذا ثبت أن الحمل سيوثر في حياتها، ونصت الفتوى على ما يلي:
"إذا بلغ الجنين في بطن أمه أربعة أشهر أو تجاوزها، فلا يجوز إسقاطه مهما كان تشوهه إذا قرر الأطباء أنه من الممكن أن يبقى على قيد الحياة، إلا إذا ترتب على ذلك خطر محقق على حياة الأم. أما إذا لم يبلغ الجنين أربعة أشهر وثبت أنه مشوه تشويهاً يجعل حياته غير مستقرة، فيجوز إسقاطه بموافقة الزوجين".